# 11441 Anadiego
11441 Anadiego è un asteroide della fascia principale. Scoperto nel 1975, presenta un'orbita caratterizzata da un semiasse maggiore pari a 2,5612430 UA e da un'eccentricità di 0,2574820, inclinata di 12,28525° rispetto all'eclittica.